# Východní Anatolie
Východní Anatolie (turecky Doğu Anadolu Bölgesi) je nejvýchodnější, největší, nejvýše položený a nejméně zalidněný region dnešního Turecka.
Arménská genocida v roce 1914 znamenala konec tisíce let trvající přítomnosti Arménů ve východní Anatolii.

## Poloha a hranice
Východní Anatolie se nachází na nejvýchodnější části Malé Asie. Hraničí se Střední Anatolií na západě, Černomořským regionem na severu, na jihu s Jihovýchodní Anatolií a Irákem a na východě s Íránem a Arménií.
Rozloha regionu je 171 061 km², což je 21 % celé rozlohy Turecka.

## Provincie

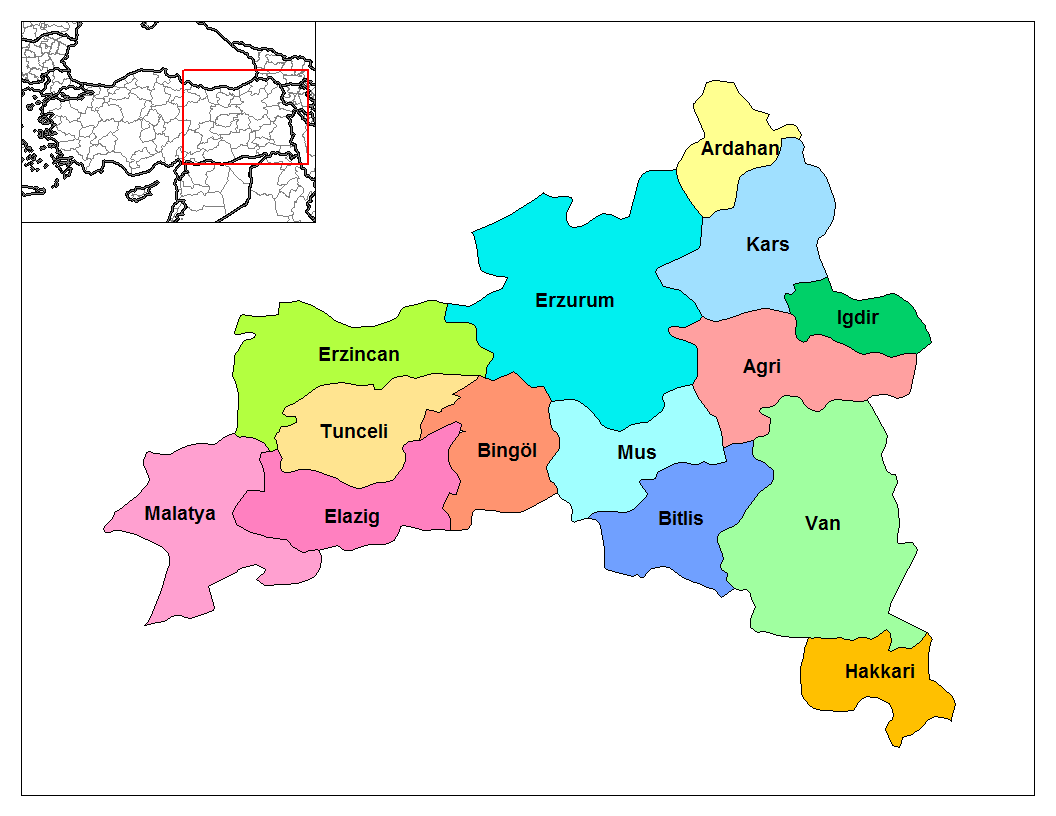
Provincie Východní Anatolie

- Ağrı
- Ardahan
- Bingöl
- Bitlis
- Elazığ
- Erzincan
- Erzurum
- Hakkâri
- Iğdır
- Kars
- Malatya
- Muş
- Tunceli
- Van

## Geografie
Průměrná nadmořská výška regionu je 2200 m. Hlavní geografické prvky jsou horské masívy a náhorní plošiny. Je zde aktivní sopečná činnost.
Hory
- Nachází se zde tři hlavní horské linie jdoucí od severu k jihu:
  - V severní části: Çimen Dağı, Kop Dağı a pohoří Yalnızçam
  - Ve střední části: Munzur, Karasu Dağı, pohoří Aras Dağı
  - Na jižní části: Taury, Bitlis, Hakkari a pohoří Buzul.
- Sopečné hory: Nemrut, Süphan, Tendürek a Ararat

Jezera
- Van Gölü (největší jezero Turecka)
- Aktaş, též (z gruz.) Karcachi, částečně na území Gruzie
- jezero Hazar
- jezero Balık
- jezero Bulanık
- jezero Nazik
- Çıldır
- jezero Erçek

Řeky
- Eufrat (turecky Firat)
- Tigris (turecky Dicle)
- Araks (turecky Aras)
- Kura (turecky Kura Nehri)
- Velký Záb (turecky Zap Suyu)